# No Leaf Clover
No Leaf Clover е осмата песен на група „Металика“ в нейния албум S&M от 1999 г. Композицията (както и сингълът Human) е специално написана за изпълнението на групата на концерт със Симфоничния оркестър на Сан Франциско през 1999 г.
Песента започва с бавно оркестрово интро, последвано от китарата на Джеймс Хетфийлд. В цялата песен (както и във всички останали в албума на S&M) симфоничната музика се преплита с „преуморения“ звук на електрическите китари.
No Leaf Clover е четвъртият сингъл на групата, който оглавява класацията на Mainstream Rock Tracks.
Сингълът включва рифове на Хетфийлд, които той е написал преди, но не е изпълнявал дотогава. Освен това, благодарение на диригента на оркестъра Майкъл Кеймън, песента придобива собствено звучене, включително нов аранжимент и комбинация от рифове и ефекти.
Терминът „безлистна детелина“ е игра на думи за четирилистната детелина, която е много рядка в природата и се смята, че носи късмет. В песента обаче Джеймс казва, че късметът и постигането на цели могат да бъдат само следващият етап от трудностите по пътя на живота:
| „ | Тогава се оказва, че успокояващата светлина в края на вашия тунел е просто товарен влак, идващ по пътя ви. | “ |

След изпълнение на песента с оркестър в Сан Франциско, групата я модифицира, за да изпълнява без оркестър, използвайки запис от концерта на S&M като интро. Подобна версия е изпълнена за първи път на 28 декември 1999 г. по време на минитурне в Маями, Флорида.

## Музиканти в шоуто

### Групата
| Джейсън Нюстед  | бас китара, беквокал |
| Ларс Улрих      | ударни, беквокал     |
| Джеймс Хетфийлд | китара, вокал        |
| Марк Шапиро     | клавир               |
| Кърк Хамет      | соло китара          |

### Оркестъра
| Майкъл Кеймън | диригент   |
| Роб Уиър, Стивън Браунщайн | фагот      |
| Антъни Стриплен, Шерил Ренк | кларинет   |
| Катрин Пейн, Линда Лукас | флейта     |
| Дъглас Риот | арфа       |
| Джули Ан Джакобаси, Памела Смит | обой       |
| Антъни Дж. Сироун, Арти Сторч, Том Хемфил | перкусии   |
| Дейвид Хърбърт | тимпани    |
| Джефри Будин, Джон Енгелкс, Том Хорниг | тромбон    |
| Андрю МакКендлес, Крис Богиос, Крейг Морис | тромпет    |
| Питър Вархафтиг | туба       |
| Кристина Кинг, Дейвид Годри, Дон Ерлих, Джина Фейнауер, Леонид Гесин, Нанси Северанс, Сет Мауснер, Юн Джи Лиу                                                                | виола      |
| Катрин Даун, Кони Ганцуег, Даян Николерис, Флорин Парвулеску, Кели Леон-Пиърс, Мелиса Клайнбарт, Наоми Казама, Филип Сантос, Рудолф Кремер, Виктор Ромасевич, Юкико Кураката | цигулка    |
| Ан Пинскър, Барара Богатин, Дейвид Голдблат, Джил Рачуи Бриндел, Джудияба, Питър Шелтън, Ричард Андая                                                                        | виолончело |